# Таковске новине
Таковске новине су локалне новине које се штампају и издају у Горњем Милановцу. Са излажењем су почеле 1961. године, и од тада редовно излазе сваког четвртка. 
Таковске новине биле су гласило Скупштине општине Горњи Милановац, док 2007. нису приватизоване, а од тада излазе као издање Новинског издавачког предузећа Таковске новине. Седиште Таковских новина често се мења. Новине су се 4. октобра 2012. године преселиле у улицу Војводе Милана број 3, док су се претходно налазиле у Занатском центру број 5.